# Bergrettungsknoten
Der Bergrettungsknoten ist eine Kombination von Halbmastwurfsicherung und Schleifknoten, die zusätzlich mit einem Sackstich gesichert wird, um ein selbsttätiges Öffnen zu verhindern. Er dient der Sicherung einer am Kletterseil hängenden verunfallten Person.

## Anwendung
Der Bergrettungsknoten findet vor allem bei der behelfsmäßigen Bergrettung Verwendung und kann auch unter Last leicht und kontrolliert gelöst werden. Bei der Kameradensicherung mit Halbmastwurf kann der Sichernde einen Schleifknoten knüpfen, wenn der Kletterer eine längere Zeit im Seil ruht. So kann der Sicherer seine Hand entlasten, darf jedoch aus Sicherheitsgründen das Bremsseil dennoch nicht loslassen. Erst wenn er den Schleifknoten fixiert, hat er beide Hände frei. Der Bergrettungsknoten ist eine Möglichkeit dazu.
Der Bergrettungsknoten wird auch von der Feuerwehr in der Höhenrettung eingesetzt sowie beim Befestigen einer Slackline (Bandmaterial) am Steg des Schäkels benutzt.

## Knüpfen
Mit dem Bremsseil knüpft man einen Schleifknoten um das Seil, an dem der Kletterpartner hängt. Durch den Slip kann der Knoten jederzeit sofort gelöst werden. Damit das nicht unbeabsichtigt geschieht, wird die Slip-Schlinge lang gemacht und mit der so entstandenen Bucht ein Überhandknoten um das Lastseil geschlungen.

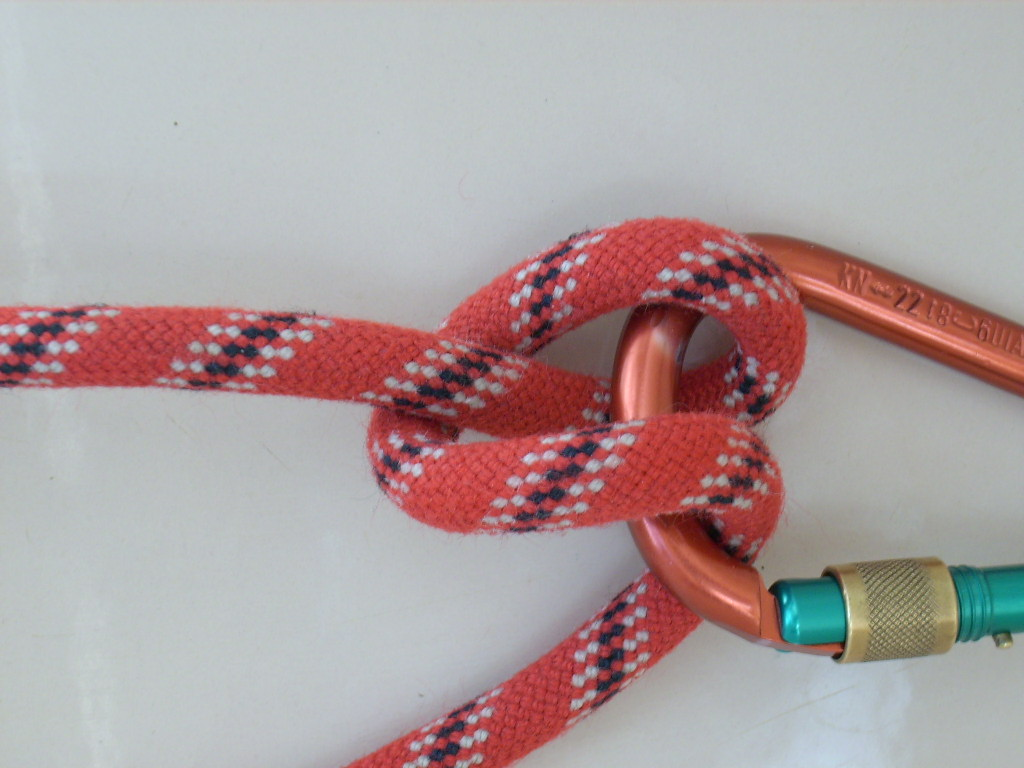
HMS-Sicherung
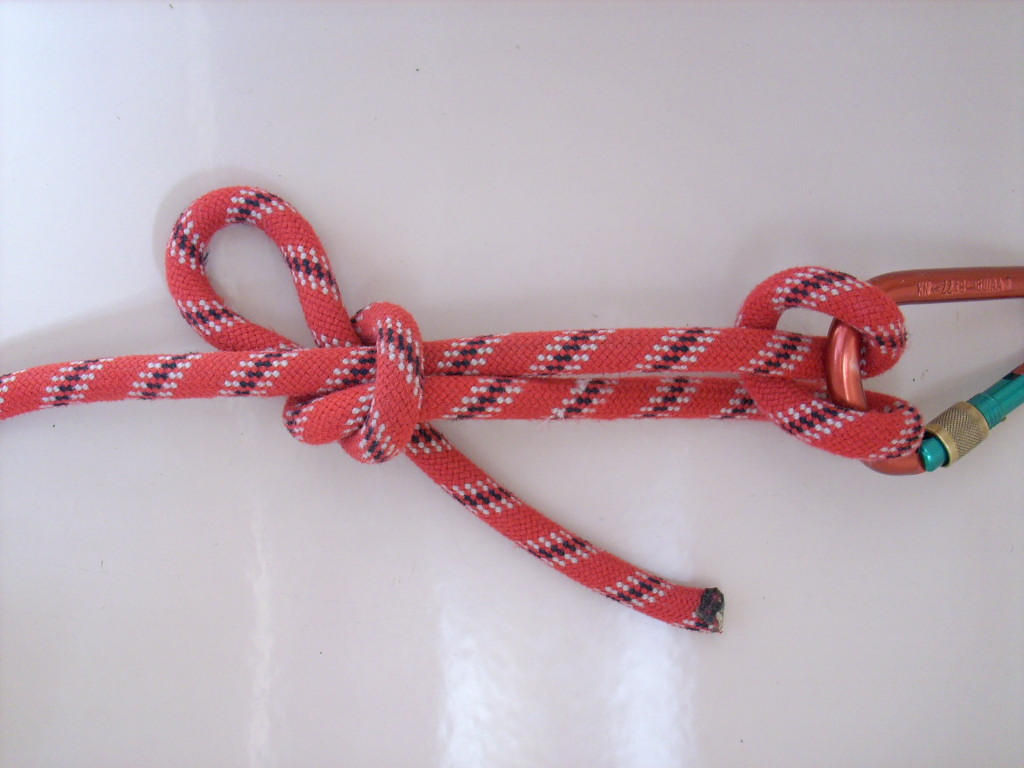
Fixiert mit Schleifknoten
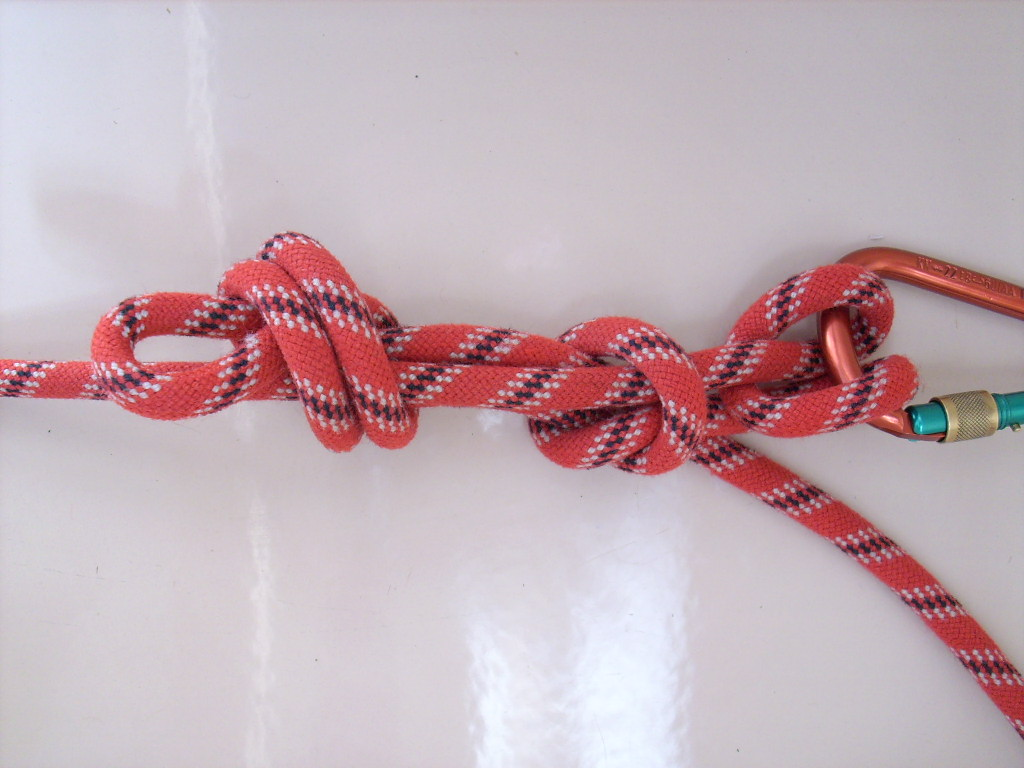
Mit Überhandknoten gesichert